# Rough Romance
Rough Romance (Brasil: Romance nas Selvas ) é um filme norte-americano de 1930, do gênero aventura, dirigido por A. F. Erickson e estrelado por George O'Brien e Helen Chandler.

## A produção
John Wayne, agora com 23 anos de idade, tem um pequeno papel, como um dos lenhadores numa cena no saloon. Este é um dos últimos filmes em que ele participa sem receber créditos. Neste mesmo ano, sua carreira ganhará impulso ao estrelar The Big Trail, de Raoul Walsh.
George A. Little e Johnny Burke compuseram três canções para a película -- The Song of the Lumberjack, Nobody Knows e She's Somebody's Baby.

## Sinopse
Em um campo de lenhadores nas montanhas do Oregon, Billy West testemunha um assassinato cometido por dois ladrões de peles, um deles o cruel Loup La Tour. Perseguido pela dupla, Billy recebe a ajuda da adorável Marna Reynolds, sua namorada.

## Elenco
| Ator/Atriz     | Personagem         |
| -------------- | ------------------ |
| George O'Brien | Billy West         |
| Helen Chandler | Marna Reynolds     |
| Antonio Moreno | Loup La Tour       |
| Roy Stewart    | Xerife Milt Powers |
| Harry Cording  | Chick Carson       |
| David Hartford | Papai Reynolds     |
| Eddie Borden   | Laramie            |
| Noel Francis   | Flossie            |
| Frank Lanning  | Pop Nichols        |